# 特拉诺瓦-迪波利诺
特拉诺瓦-迪波利诺（義大利語：Terranova di Pollino），是意大利波坦察省的一个市镇。总面积112平方公里，人口1380人，人口密度12.3人/平方公里（2009年）。ISTAT代码为076088。